# 鄒守愚
鄒守愚（？年—1556年），字君哲，號一山，福建兴化府莆田县人，民籍。明朝進士、官员。

## 生平
嘉靖四年（1525年）乙酉科福建鄉試舉人，五年（1526年）联捷丙戌科第二甲第六十二進士。授户部主事，历员外郎、郎中，嘉靖十二年（1533）出任广州府知府，十六年（1537）四月擢广东按察司副使，丁艰归。服阕，补江西副使，兼摄学政，晋湖广布政司右参政，轉左参政，以前江西省试事被诬，调山东。历官湖广右布政使，三十二年四月升河南左布政使，三十三年正月升都察院右副都御史、巡抚河南，三十四年六月升户部右侍郎，闰十一月进本部左侍郎，三十五年二月奉诏往陕西等处祭告赈恤，四月回京时至河南病卒。诏赐祭葬，赠右都御史，谥襄惠，仍荫其子邹通为国子生。所著有《俟知堂集》。

## 家族
祖父鄒恒修。父鄒師魯，字世淵，正德八年癸酉科舉人，郴州學正，贈参政。长子邹通，恩授南京户部照磨；叔子邹迪，举乡贡。